# Автошлях Н 31
Автошля́х Н 31 — автомобільний швидкісний бетонний шлях національного значення на території України. Проходить територією Дніпропетровської та Полтавської областей.

## Опис
Довжина автошляху Дніпро — Петриківка — Царичанка — Кобеляки — Решетилівка — 157,9 км. До 9 серпня 2017 року автошлях мав маркування Р52.
Дорогу було прокладено з нуля, станом на початок вересня 2021 року завершувалося будівництво відрізку за каналом Дніпро — Донбас. Загальна протяжність автомагістралі у Дніпропетровській області складе 60 км.

## Маршрут
Автошлях проходить через населені пункти:
| Автошлях Н31             |                                                              |
| Дніпропетровська область |                                                              |
| Дніпровський район       |                                                              |
| Дніпро                   | E50М30Н08Н11Т 0401Т 0402Т 0404Т 0405Т 0410Т 0421Т 0441Т 0442 |
| Горянівське              |                                                              |
| Партизанське             |                                                              |
| Балівка                  |                                                              |
| Лобойківка               |                                                              |
| Мала Петриківка          |                                                              |
| Петриківка               |                                                              |
| Супина                   |                                                              |
|                          | Т 0412                                                       |
| Могилів                  |                                                              |
| Китайгород               |                                                              |
| Царичанка                | Т 0413                                                       |
| Селянівка                |                                                              |
| Ляшківка                 |                                                              |
| Полтавська область       |                                                              |
| Полтавський район        |                                                              |
| Бродщина                 |                                                              |
| Грицаївка                |                                                              |
| Красне                   |                                                              |
| Кобеляки                 |                                                              |
| Бережнівка               |                                                              |
| Бутенки                  | E584М22                                                      |
| Чумаки                   |                                                              |
| Трояни                   |                                                              |
| Свічкареве               |                                                              |
| Шамраївка                |                                                              |
| Шевченкове               |                                                              |
| Капустяни                |                                                              |
| Пасічники                |                                                              |
| Сені                     |                                                              |
| Решетилівка              | E40М03                                                       |

## Реконструкція
З 9 серпня 2017 року автошлях регіонального значення Р52 підвищена за класифікацією до національної дороги Н31.
З травня 2019 року триває будівництво нової траси першої категорії Дніпро — Решетилівка, яка з'єднає обласний центр з автошляхом міжнародного значення М03. Ділянку траси, прокладену в обхід навколо Петриківки, Лобойківки, Красного та Кобеляк відкрито у грудні 2020 року.
З травня 2021 року тривають роботи щодо обходу міста Решетилівка (довжина нової ділянки 14 км).
Полтавську частину нової бетонної дороги Дніпро — Решетилівка, попри заявлені влітку 2021 року плани, були не завершені до кінця 2021 року. Влітку 2021 року вартість розвитку 79,4 км дороги оцінювали у 13,6 млрд гривень.
6 грудня 2021 року відкрито проїзд шляхопроводом через залізницю в селі Бутенки (біля залізничної станції Кобеляки) та мостом через річку Вовча поблизу села Бережнівка на автошляху Н31 Дніпро — Решетилівка.
Нова траса проходитиме у обхід населених пунктів Царичанка, Кобеляки, Решетилівка та з'єднається з автошляхом міжнародного значення М03 Київ — Харків — Довжанський.

## Вартість будівництва
Вартість будівництва автошляху станом на 2020 рік зросла досить суттєво. Лише у 2020 році на будівництво виділили 10,6 млрд гривень. Деякі ділянки автошляху обійшлися у 220 000 гривень за 1 м дороги. Журналісти From-UA пишуть про значні корупційні ризики за такої високої ціни за один метр полотна автошляху.